# 3944 Холідей
3944 Холідей (3944 Halliday) — астероїд головного поясу, відкритий 24 листопада 1981 року.
Тіссеранів параметр щодо Юпітера — 3,520.